# 艾格布朗什
艾格布朗什（法語：Aigueblanche，法語發音：[ɛɡblɑ̃ʃ]）是法国萨瓦省的一个旧市镇，属于阿尔贝维尔区。2019年，艾格布朗什与临近的2个市镇合并为新市镇大艾格布朗什，艾格布朗什为新市镇行政中心。

## 地理
艾格布朗什（45°30'3"N, 6°30'35"E）面积19.67 平方千米，位于法国奥弗涅-罗讷-阿尔卑斯大区萨瓦省，该省份为法国东部省份，历史上为薩伏依的一部分，北起上萨瓦省，西接伊泽尔省和安省，南部和东部与上阿尔卑斯省和意大利接壤。
与艾格布朗什接壤的市镇（或旧市镇、城区）包括：莱萨旺谢-瓦尔莫雷勒、勒布瓦、欧特库尔、穆捷、拉莱谢尔、圣奥延、萨兰-方丹、艾姆、拉莱谢尔。

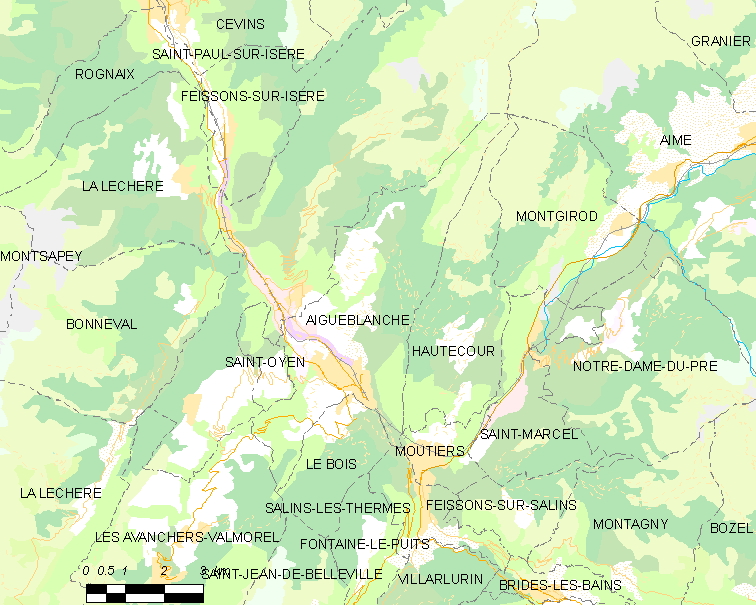
艾格布朗什的OSM定位图

艾格布朗什的时区为UTC+01:00、UTC+02:00（夏令时）。

## 行政
艾格布朗什的邮政编码为73260，INSEE市镇编码为73003。

## 政治
艾格布朗什所属的省级选区为穆捷县。

## 人口

1962-2008年间艾格布朗什人口变化图示

艾格布朗什于2018年1月1日时的人口数量为3213人。